# 일관성 (데이터베이스 시스템)
데이터베이스 시스템에서 일관성(consistency) 또는 정확성(correctness)은 특정 데이터베이스 트랜잭션이 영향을 받는 데이터를 허용된 방식으로만 변경해야 한다는 요구 사항을 나타낸다. 데이터베이스에 기록된 모든 데이터는 제약 조건, 캐스케이드, 트리거 및 이들의 조합을 포함하여 정의된 모든 규칙에 따라 유효해야 한다. 이는 애플리케이션 프로그래머가 원했던 모든 방식(애플리케이션 수준 코드의 책임)에서 트랜잭션의 정확성을 보장하지는 않지만 단지 프로그래밍 오류로 인해 정의된 데이터베이스 제약 조건을 위반할 수 없다는 점만 보장된다.
일관성은 레코드 쓰기, 업데이트 또는 삭제가 성공한 후 모든 읽기 요청이 즉시 레코드의 최신 값을 받는 것으로 이해될 수도 있다.

## 같이 보기
- 일관성 모델
- CAP 정리
- 참조 무결성
- 궁극적 일관성